# Ernst Baumhard
Ernst Baumhard, pseudonym Dr. Jäger, född 3 mars 1911 i Ammendorf, död 24 juni 1943 utanför Kap Ortegal, var en tysk promoverad läkare och SA-officer. Under andra världskriget var han delaktig i Aktion T4 på eutanasianstalterna Grafeneck och Hadamar.
I augusti 1941 kommenderades Baumhard till Kriegsmarine. Han omkom när ubåt U 449 sänktes av brittiska fartyg utanför spanska kusten i juni 1943.